# Snæfellsbær
Snæfellsbær – gmina w zachodniej Islandii, obejmująca zachodnią część półwyspu Snæfellsnes. Wchodzi w skład regionu Vesturland. Najważniejsze miejscowości wchodzące w skład gminy - Ólafsvík (970 mieszk.), Hellissandur (365 mieszk.) i Rif (135 mieszk.) położone są w północno-zachodniej części półwyspu. Na południowym wybrzeżu znajdują się mniejsze osady Hellnar, Arnarstapi i Búðir. Łącznie na terenie całej gminy na początku 2018 roku zamieszkiwało 1641 osób. Do gminy można dotrzeć drogą nr 54, która łączy się z główną drogą nr 1 w okolicach Borgarnes.

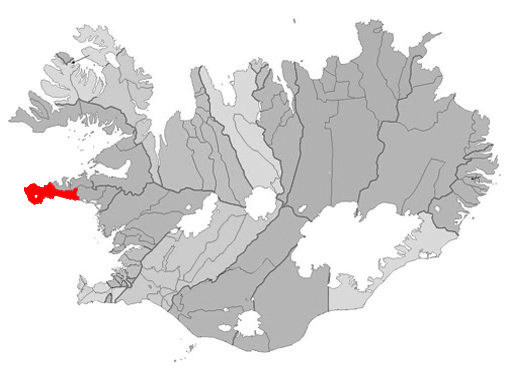
Położenie gminy Snæfellsbær na mapie administracyjnej kraju

Gmina Snæfellsbær powstała w 1994 roku z połączenia gmin: Staðarsveit, Breiðuvíkurhreppur, Neshreppur utan Ennis i Ólafsvíkurbær. 
Zachodnia część gminy objęta jest ochroną w ramach Parku Narodowego Snæfellsjökull, obejmującego szczyt pokrytego lodowcem wulkanu Snæfellsjökull. Na jego terenie położona jest też plaża Djúpalónssandur.